# Balbillus albellus
Balbillus albellus är en insektsart som beskrevs av Baker 1923. Balbillus albellus ingår i släktet Balbillus och familjen dvärgstritar. Inga underarter finns listade i Catalogue of Life.